# Серджіо Канаверо
Серджіо Канаверо (італ. Sergio Canavero) — італійський нейрохірург, який займається вивченням можливості трансплатації голови людини.

## Біографія
Вивчав медицину у Туринському університеті. Після здобуття диплому працював в госпіталі Туринського університету. Створив та очолив Туринську передову групу нейромодуляції.
У 2013 році Канаверо офіційно оголосив про планування пересадки голови. Основною проблемою у цій операції є з'єднання розрізаного спинного мозку. Канаверо заявив, що сполучення волокон спинного мозку донора та реціпієнта можливе за допомогою ф'юзогенів, таких як поліетиленгліколь. Він припустив, що для такої операції знадобиться команда з сотні хірургів і близько 36 годин для її завершення. Оціночна вартість операції — 12,8 млн доларів.
У листопаді 2017 року було оголошено, що в Китаї командою Медичного університету Харбіна, під керівництвом Серджіо Канаверо, успішно пройшла перша в світі трансплантація мертвої людської голови на труп. Операція з пересадки тривала 18 годин, медикам вдалося успішно поєднати хребет, нерви і кровоносні судини. Після цього Канаверо заявив, що проведе операцію з пересадки голови живої людини, громадянина Китаю, так як саме ця країна підтримала дослідження вченого.